# دان ديكل
دان ديكل (بالإنجليزية: Dan Dickel)‏ هو لاعب كرة قدم أمريكية أمريكي، ولد في 24 أغسطس 1952 في فورت رايلي في الولايات المتحدة.

## وصلات خارجية
- دان ديكل على موقع مرجع كرة القدم المحترفة.كوم (الإنجليزية)